# Amalia von Großbritannien, Irland und Hannover

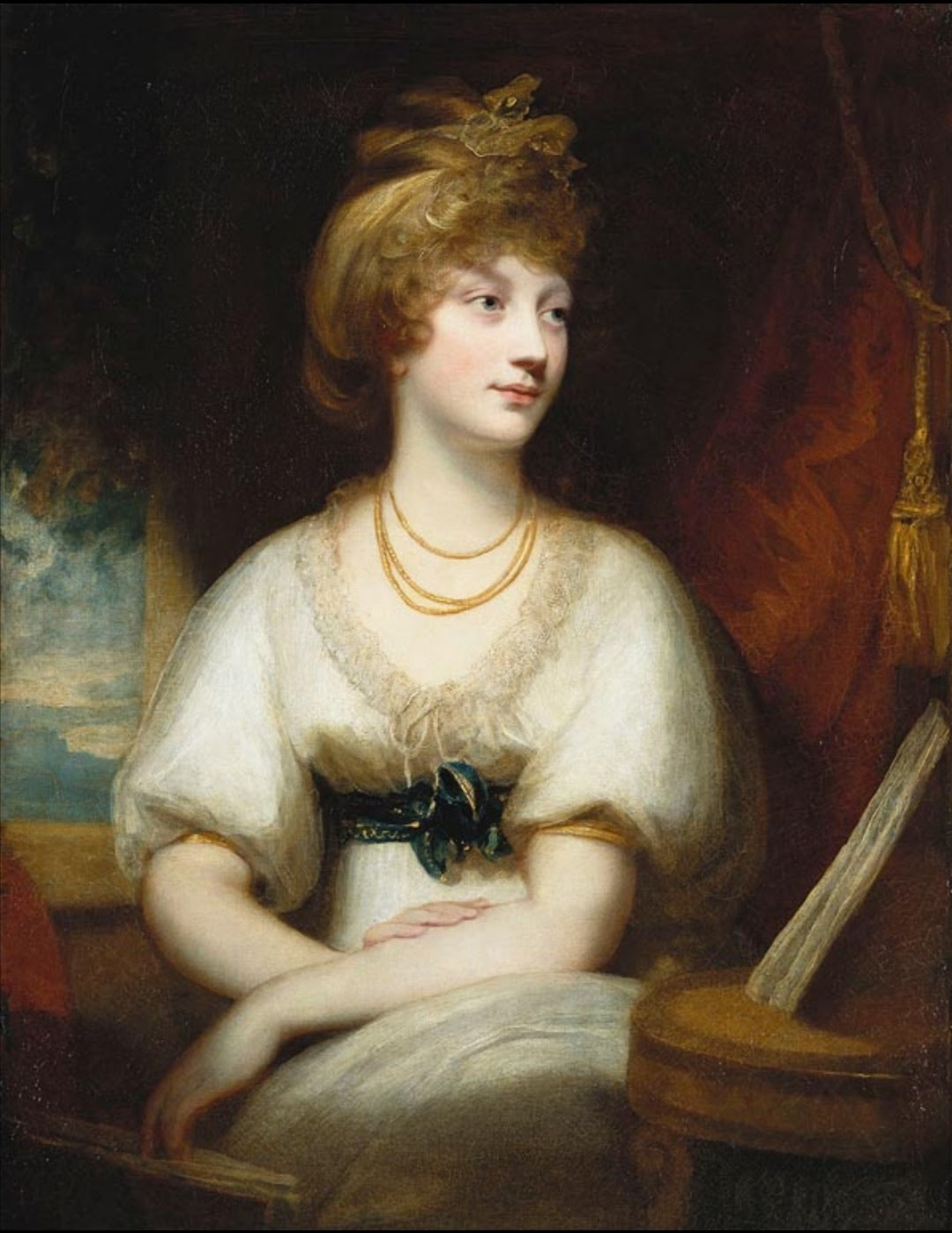
Sir William Beechey: Amalia von Großbritannien, Irland und Hannover, Öl auf Leinwand, 1797

Die Prinzessin Amalia Sophia Eleanor von Großbritannien, Irland und Hannover (* 7. August 1783 in Windsor Castle; † 2. November 1810 in Windsor Castle) war ein Mitglied der britischen Königlichen Familie aus dem Haus Hannover.

## Leben

Prinzessin Amalia Sophia Eleanor

Wappen von Prinzessin Amalia

Amalia war das jüngste Kind und die sechste Tochter des britischen Königs Georg III. (1738–1820) und seiner Gattin Prinzessin Sophie Charlotte von Mecklenburg-Strelitz (1744–1818), Tochter des Prinzen Carl zu Mecklenburg und der Prinzessin Elisabeth Albertine von Sachsen-Hildburghausen. Sie war die Lieblingstochter ihres Vaters und wurde in der Familie „Emily“ genannt. Die Prinzessin wurde am 17. September 1783 von John Moore, dem Erzbischof von Canterbury, im Großen Ratssaal des St James’s Palace getauft. Ihre Taufpaten waren ihr ältester Bruder,  Georg, Prince of Wales, ihre älteste Schwester, Princess Royal Charlotte Auguste, und ihre zweitälteste Schwester, Prinzessin Augusta Sophia.
Im Jahr 1795 erkrankte Amalia an Tuberkulose und erholte sich nur langsam von der Krankheit. Später litt sie an einer schmerzhaften Hautinfektion, Wundrose. Sie wurde wie ihre fünf Schwestern Charlotte Auguste, Augusta Sophia, Elisabeth, Maria und Sophia streng abgeschirmt auf Windsor Castle erzogen.
Prinzessin Amalia verliebte sich 1803 in den Stallmeister Sir Charles Fitzroy (1762–1831), Sohn von Charles Fitzroy, 1. Baron Southampton. Eine Heirat wurde von ihrer Mutter und dem Royal Marriages Act aus dem Jahr 1772 ausgeschlossen.
Prinzessin Amalia starb am 2. November 1810 auf Windsor Castle und wurde in der St. Georgs-Kapelle bestattet. Ihr Tod war ein Schock für ihren Vater. Der geistige Gesundheitszustand des vermutlich an der Erbkrankheit Porphyrie leidenden Königs verschlechterte sich zusehends, so dass ab 1811 der Thronfolger die Regentschaft übernahm.

## Ahnentafel
| Ahnentafel Amalia von Großbritannien | Ahnentafel Amalia von Großbritannien                                                      | Ahnentafel Amalia von Großbritannien                                                                           | Ahnentafel Amalia von Großbritannien                                                                                    | Ahnentafel Amalia von Großbritannien                                                                                | Ahnentafel Amalia von Großbritannien                                                                                    | Ahnentafel Amalia von Großbritannien                                                                                         | Ahnentafel Amalia von Großbritannien                                                                                   | Ahnentafel Amalia von Großbritannien                                                                                   |
| ------------------------------------ | ----------------------------------------------------------------------------------------- | --- | --- | --- | --- | --- | --- | --- |
| Urur- groß- eltern                   | König Georg I. (1660–1727) ⚭ 1682 Sophie Dorothea von Braunschweig-Lüneburg (1666–1726)   | Markgraf Johann Friedrich von Brandenburg-Ansbach (1654–1686) ⚭ 1681 Eleonore von Sachsen-Eisenach (1662–1696) | Herzog Friedrich I. von Sachsen-Gotha-Altenburg (1646–1691) ⚭ 1669 Magdalena Sibylle von Sachsen-Weißenfels (1648–1681) | Fürst Karl Wilhelm von Anhalt-Zerbst (1652–1718) ⚭ 1676 Sophia von Sachsen-Weißenfels (1654–1724)                   | Herzog Adolf Friedrich I. von Mecklenburg (1588–1658) ⚭ 1635 Marie Katharina von Braunschweig-Dannenberg (1616–1665)    | Fürst Christian Wilhelm von Schwarzburg-Sondershausen (1647–1721) ⚭ 1673 Antonie Sibylle von Barby und Mühlingen (1641–1684) | Herzog Ernst von Sachsen-Hildburghausen (1655–1715) ⚭ 1680 Sophia Henriette von Waldeck (1662–1702)                    | Graf Georg Ludwig I. von Erbach-Erbach (1643–1693) ⚭ 1664 Gräfin Amalia Katharina von Waldeck-Eisenberg (1640–1697)    |
| Ur- groß- eltern                     | König Georg II. (1683–1760) ⚭ 1705 Caroline von Brandenburg-Ansbach (1683–1737)           | König Georg II. (1683–1760) ⚭ 1705 Caroline von Brandenburg-Ansbach (1683–1737)                                | Herzog Friedrich II. von Sachsen-Gotha-Altenburg (1676–1732) ⚭ 1696 Magdalena Augusta von Anhalt-Zerbst (1679–1740)     | Herzog Friedrich II. von Sachsen-Gotha-Altenburg (1676–1732) ⚭ 1696 Magdalena Augusta von Anhalt-Zerbst (1679–1740) | Herzog Adolf Friedrich II. von Mecklenburg-Strelitz (1658–1708) ⚭ 1705 Emilie von Schwarzburg-Sondershausen (1681–1751) | Herzog Adolf Friedrich II. von Mecklenburg-Strelitz (1658–1708) ⚭ 1705 Emilie von Schwarzburg-Sondershausen (1681–1751)      | Herzog Ernst Friedrich I. von Sachsen-Hildburghausen (1681–1724) ⚭ 1704 Sophia Albertine von Erbach-Erbach (1683–1742) | Herzog Ernst Friedrich I. von Sachsen-Hildburghausen (1681–1724) ⚭ 1704 Sophia Albertine von Erbach-Erbach (1683–1742) |
| Groß- eltern                         | Prinz Friedrich Ludwig (1707–1751) ⚭ 1736 Augusta von Sachsen-Gotha-Altenburg (1719–1772) | Prinz Friedrich Ludwig (1707–1751) ⚭ 1736 Augusta von Sachsen-Gotha-Altenburg (1719–1772)                      | Prinz Friedrich Ludwig (1707–1751) ⚭ 1736 Augusta von Sachsen-Gotha-Altenburg (1719–1772)                               | Prinz Friedrich Ludwig (1707–1751) ⚭ 1736 Augusta von Sachsen-Gotha-Altenburg (1719–1772)                           | Herzog Karl zu Mecklenburg (1708–1752) ⚭ 1735 Elisabeth Albertine von Sachsen-Hildburghausen (1713–1761)                | Herzog Karl zu Mecklenburg (1708–1752) ⚭ 1735 Elisabeth Albertine von Sachsen-Hildburghausen (1713–1761)                     | Herzog Karl zu Mecklenburg (1708–1752) ⚭ 1735 Elisabeth Albertine von Sachsen-Hildburghausen (1713–1761)               | Herzog Karl zu Mecklenburg (1708–1752) ⚭ 1735 Elisabeth Albertine von Sachsen-Hildburghausen (1713–1761)               |
| Eltern                               | König Georg III. (1738–1820) ⚭ 1761 Sophie Charlotte von Mecklenburg-Strelitz (1744–1818) | König Georg III. (1738–1820) ⚭ 1761 Sophie Charlotte von Mecklenburg-Strelitz (1744–1818)                      | König Georg III. (1738–1820) ⚭ 1761 Sophie Charlotte von Mecklenburg-Strelitz (1744–1818)                               | König Georg III. (1738–1820) ⚭ 1761 Sophie Charlotte von Mecklenburg-Strelitz (1744–1818)                           | König Georg III. (1738–1820) ⚭ 1761 Sophie Charlotte von Mecklenburg-Strelitz (1744–1818)                               | König Georg III. (1738–1820) ⚭ 1761 Sophie Charlotte von Mecklenburg-Strelitz (1744–1818)                                    | König Georg III. (1738–1820) ⚭ 1761 Sophie Charlotte von Mecklenburg-Strelitz (1744–1818)                              | König Georg III. (1738–1820) ⚭ 1761 Sophie Charlotte von Mecklenburg-Strelitz (1744–1818)                              |
| Amalia von Großbritannien            |                                                                                           | | | | | | | |